# Herbslebener Teiche
Das Naturschutzgebiet Herbslebener Teiche liegt im Unstrut-Hainich-Kreis in Thüringen nordöstlich von Herbsleben. Am südlichen Rand des Gebietes fließt die Unstrut, westlich verlaufen die Landesstraßen L 1027 und L 2127. 

## Bedeutung
Das 99,3 ha große Gebiet mit der NSG-Nr. 076 wurde im Jahr 2000 unter Naturschutz gestellt.

## Schutzzweck
Das Ziel der Unterschutzstellung ist es, eine einzigartige sekundäre Auenlandschaft im zentralen Keuperbecken zu erhalten. Der Schutzzweck umfasst insbesondere die Erhaltung und Entwicklung der größten zusammenhängenden Schilffläche Thüringens als bedeutendes Refugium für Flora und Fauna der Unstrutaue. Ein weiter Schutzzweck ist der Schutz und Förderung der Eigenart, Einzigartigkeit und Schönheit des Biotopkomplexes mit offenen Flachwasserflächen, Schilfzonen, Auengehölzen, Steilwänden, Riedern, Grünland, Brachen und temporären Gewässern. Auch die Sicherung als Lebensraum, Brut-, Rast-, Überwinterungs- und Nahrungsplatz für insbesondere auentypische Vogelarten ist Schutzzweck der Herbslebener Teiche. Weitere wichtige Schutzfaktoren sind unter anderem die Erhaltung der Funktionsfähigkeit der Feuchtgebiete, insbesondere durch Sicherung der Wasserversorgung, der Schutz auentypischer Gewässerstrukturen, Ufervegetation, Steilwände und Auenbiotope und die Umsetzung der europäischen FFH- und Vogelschutzrichtlinie (Natura 2000).

## Flora
Die Herbslebener Teiche beherbergen die größte zusammenhängende Schilffläche Thüringens, die zahlreiche, teils vom Aussterben bedrohte Pflanzenarten beherbergt. Besonders schützenswert ist das Schilfröhricht (Phragmites australis) als dominierende Vegetation, die Ried- und Staudenfluren, die mosaikartig mit offenen Wasserflächen und Auengehölzen verzahnt sind und die Lebensräume für Armleuchteralgen in kalkhaltigen Gewässern.

## Fauna
Die Artenvielfalt der Herbslebener Teiche ist außergewöhnlich hoch: Über 1.000 Tierarten wurden nachgewiesen, darunter 222 Wirbeltiere und mehr als 700 Wirbellose. Besonders bemerkenswert ist die Vogelwelt, denn nahezu 100 Brutvogelarten kommen vor, darunter viele gefährdete und auentypische Arten wie Rohrdommel, Drosselrohrsänger und Bartmeise. Auch die Libellenfauna ist bemerkenswert, da 10 von 27 nachgewiesenen Arten auf der Roten Liste Thüringens stehen. Darüber hinaus sind Amphibien, Reptilien, Fische, Wasserkäfer, Spinnen, Krebse und Mollusken vielfältig vertreten und das Gebiet dient außerdem als bedeutender Rast- und Überwinterungsplatz für Wasservögel.